# Faster Pussycat
Faster Pussycat är ett amerikanskt sleazerockband som hade sina stora dagar under slutet av 80-talet.
Bandet har släppt fyra album med hits som "House of Pain", "Poison Ivy", "Bathroom Wall" och "Nonstop to Nowhere".

## 1986-1992

### Bandet grundas
Faster Pussycat grundades 1986 i Los Angeles, Kalifornien av sångaren Taime Downe. Bandet bestod då även av Greg Steele och Brent Muscat. Namnet, Faster Pussycat, kommer från filmen Faster, Pussycat! Kill! Kill!, från 1965.
Faster Pussycat testade många olika musiker innan den klassiska line-upen var spikad, bestående av Taime Downe (sång), Greg Steele (gitarr), Brent Muscat (gitarr), Eric Stacy (bas) och Mark Michals (trummor).

### Faster Pussycat
1987 släppte Faster Pussycat ett självbetitlat debutalbum, Faster Pussycat. Albumet sålde helt okej och även om de hamnade i skuggan av Guns N' Roses, Appetite For Destruction fick Faster Pussycat videohits som "Cathouse", "Don't Change That Song" och "Bathroom Wall". Under det kommande året turnerade bandet med Motörhead, Alice Cooper och David Lee Roth.

### Wake Me When It's Over
Två år senare släppte Faster Pussycat sitt hittills mest framgångsrika album, Wake Me When It's Over. Albumet såldes i över 500.000 exemplar. Låten "House of Pain" blev en mega-hit och spelades flitigt på MTV. Även "Poison Ivy" blev mycket populär.
Under den kommande turnén med KISS och Mötley Crüe blev bandets trummis, Mark Michals sparkad. Detta efter att han försökt skicka heroin till sitt hotellrum. Quiet Riots trummis, Frankie Banali ersatte. Kort efter Wake Me When It's Over turnén återförenades Faster Pussycat med Brett Bradshaw som var trummis i bandet innan debutalbumet släpptes 1987.

### Whipped!
1992 släpptes Whipped! som nådde en #90 plats på listorna i USA. Albumet släpptes dock mitt under grungeexplosionen och precis som de flesta 80-tals glam-banden blev det sämre tider. Detta ledde även till att Faster Pussycat splittrades 1993.

## Återförening
År 2001 återförenades tre av Faster Pussycats originalmedlemmar. Bandet bestod nu av Taime Downe, Greg Steele, Brent Muscat och tre nya Xristian Simon (gitarr), Danny Nordahl (bas) och Chad Stewart (trummor). Steele lämnade dock bandet halvvägs in på deras turné med Poison och Cinderella.
Samma år släpptes även en remixad samlingsskiva av de gamla hitsen, Between the Valley of the Ultra Pussy.
Kort därefter tvingades även Brent Muscat lämna bandet, detta efter att han drabbats av cancer. Eric Griffin från bandet Murderdolls ersatte.

### Två versioner
År 2006 återförenades Brent Muscat, Eric Stacy och Brett Bradshaw och började tillsammans med sångaren Kurt Frohlich turnera under namnet Faster Pussycat. Det fanns nu alltså två versioner av bandet. Detta ledde till dispyter mellan Brent och Taime. Båda kämpade hårt för att just de skulle ses som originalet och få behålla namnet. Brent gav dock upp detta i juli 2007. Taime fortsatte som vanligt och hade ett år tidigare släppt ytterligare ett Faster Pussycat-album, The Power and the Glory Hole.
Under 2007 års upplaga av Rocklahoma-festivalen sa Taime öppet på scenen att han önskade livet ur Brent och drog många skämt angående hans cancer. Detta fick ingen bra respons hos varken publik eller journalister och Taime lämnade scenen tidigt utan att spela några av deras största hits.

### 2008
Under sommaren 2008 har Faster Pussycat turnerat tillsammans med Tracii Guns version av L.A. Guns. Taime har även sagt att de planerar att spela in en liveskiva under turnén.

## Medlemmar

### Nuvarande
- Taime Downe – sång, gitarr, programmering, munspel, tamburin (1986–1993, 2001– )
- Xristian Simon – gitarr (2001– )
- Danny Nordahl – basgitarr (2001– )
- Chad Stewart – trummor, slagverk (2001– )
- Ace Von Johnson – gitarr (2010– )

### Tidigare
- Brent Muscat – elgitarr, akustisk gitarr, sitar, slagverk, talkbox, bakgrundssång (1986–1993, 2001–2005)
- Greg Steele – elgitarr, akustisk gitarr, piano, keyboard, mandolin, bakgrundssång (1985–1993, 2001)
- Walt Adams – basgitarr (1985)
- Mark Michals – trummor, slagverk, bakgrundssång (1985–1990)
- Kelly Nickels – basgitarr (1985–1987)
- Eric Stacy – basgitarr, bakgrundssång (1987–1993)
- Brett Bradshaw – trummor, slagverk, bakgrundssång (1990–1993)
- Aaron Abellira – basgitarr (1993)
- Michael Thomas – gitarr (2005–2010)

### Turnerande medlemmar
- Frankie Banali – trummor, slagverk (1990)
- Tracii Guns – gitarr, bakgrundssång (2001–2002)
- Eric Griffin – gitarr (2005)

## Diskografi

### Studioalbum
- Faster Pussycat (1987)
- Wake Me When It's Over (1989)
- Whipped! (1992)
- The Power and the Glory Hole (2006)

### Livealbum
- Front Row for the Donkey Show (2009)

### EP
- Live and Rare (1990)
- Belted, Buckled and Booted (1992)

### Singlar
- "Babylon" (1987)
- "Don't Change That Song" (1987)
- "Bathroom Wall" (1987)
- "Poison Ivy" (1989)
- "You're So Vain" (1990)
- "House of Pain" (1990) (US #28, US Main Rock #23)
- "Nonstop to Nowhere" (1992) (US Main Rock #35)
- "Number 1 with a Bullet" (2006)

### Samlingsalbum
- Between the Valley of the Ultra Pussy (2001)
- Greatest Hits: Faster Pussycat (2003)